# Schoonoord (Drenthe)

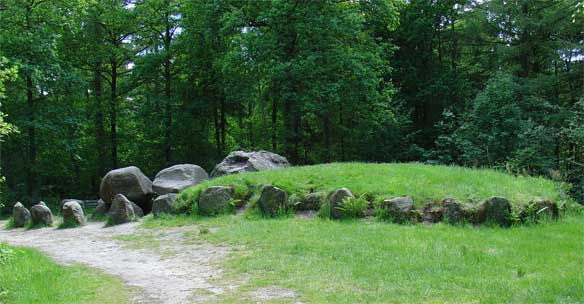
De Papeloze kerk

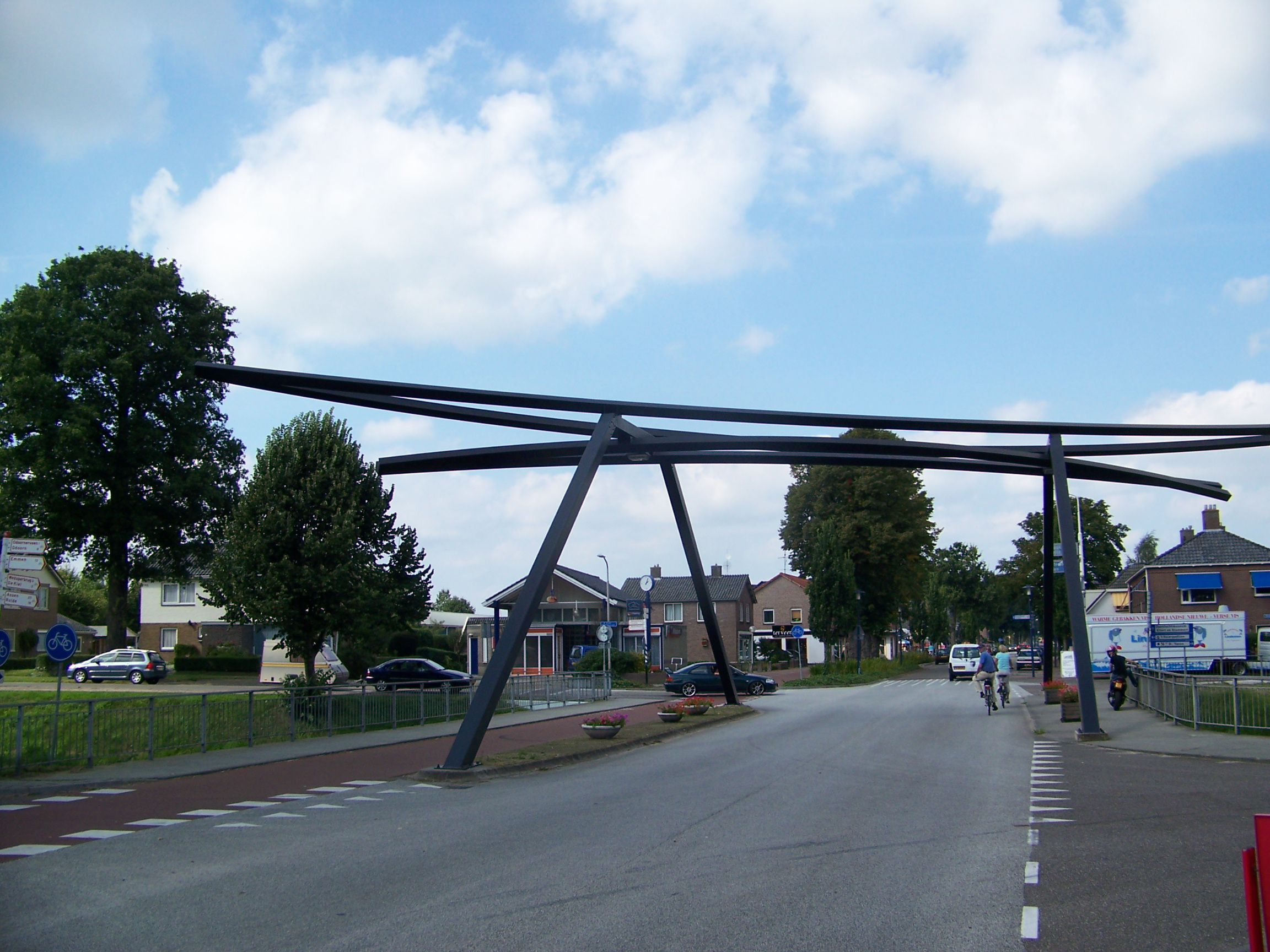
Brug in het centrum

Schoonoord is een dorp in de provincie Drenthe (Nederland). Het dorp behoort sinds 1998 tot de gemeente Coevorden, daarvoor was het een deel van de gemeente Sleen. De naam 'Schoonoord' verwijst naar 'schoon' in de betekenis van 'mooi'. Het nabijgelegen Schoonloo zal bij de keuze van de naam ook van invloed zijn geweest.

## Geschiedenis
Schoonoord is rond 1850 ontstaan op een zandige hoogte aan de rand van het Odoornerveen. Kort daarna werd het Oranjekanaal gegraven. Daarlangs, en aan de haaks erop gelegen weg Coevorden - Assen, kwam een zich snel uitbreidend lintdorp van in eerste instantie vooral plaggenhutten tot stand. In 1856 telde het dertig gezinnen met in totaal 148 inwoners. Er vestigden zich veenwerkers en kanaalgravers en ook enige middenstanders. Al snel kwamen er stenen woningen en meer inwoners, afkomstig uit onder meer Smilde en Assen, maar ook uit Steenwijk en Leiden. Schoonoord groeide uit tot een dorp met kerken, scholen en winkels. Na de tweede wereldoorlog vond verdere uitbreiding vooral naar het westen toe plaats.
Ter gelegenheid van het 150-jarig jubileum van het dorp werd in 2004 het boek Kroniek van Schoonoord uitgegeven dat informatie bevat over de periode 1854-1954. Daarna verschenen nog aanvullingen over de periode 1954-2004.
Het Nedersaksische Drents van Schoonoord bevat(te) mogelijk restante kenmerken van de taal die de eerste bewoners meenamen. Het lange vocaalsysteem van Schoonoord past bij het Noord-Drents maar onder andere de vormen van presens-pluralis wijken af van de directe omgeving: eenheidspluralis op -en in plaats van -t. Dit lijkt meer op het Stellingwerfs en Gronings. Goeman (1999) benoemt dat de sprekers overwegend uit Assen, de Stellingwerven, Steenwijk, Smilde en Appelscha kwamen.

## Bezienswaardigheden
Ter gelegenheid van het 100-jarig bestaan van het dorp in 1954 werd een aantal plaggenhutten en veenhuisjes nagebouwd op een stuk heideveld. Dit is nu uitgegroeid tot een uitgebreid openluchtmuseum, het Ellert en Brammertmuseum.
Ten zuiden van Schoonoord ligt het hunebed de Papeloze kerk.

##### Mariekebeeld
Aan het Oranjekanaal ter hoogte van het bejaardencentrum Het Ellertsveld is in 2009 het kunstwerk "Marieke" geplaatst. De kunstenares was Esther Bruggink.

## Streekverhalen
Een bekende legende uit de omgeving van het latere Schoonoord is dat van Ellert en Brammert, twee reuzen. Een en ander speelt zich af op wat nu het Ellertsveld heet.

## Sport
De plaatselijke voetbalclub is KSC. En de plaatselijke korfbalclub opgericht op 26 maart in 1926 is KV S.D.O.

## Geboren in Schoonoord
- Alle van der Sluis (1884-1973), burgemeester
- Gerrit Kuipers (1918-2011), schrijver
- Gerrit Pesman (1938-2024), voetballer en voetbaltrainer
- Alides Hidding (1954), zanger en songwriter